# اشک (روستا)
اشک روستایی در دهستان درمیان بخش مرکزی شهرستان درمیان استان خراسان جنوبی ایران است. بر پایه سرشماری عمومی نفوس و مسکن در سال ۱۳۹۰ جمعیت این روستا ۶۶۰ نفر (در ۱۴۷ خانوار) بوده است.مردم این روستا از قوم بلوچ واز طایفه نهتانی بلانوشی هستن